# سیارک ۵۳۹
سیارک ۵۳۹ (به انگلیسی: 539 Pamina، نامگذاری:1904OL) پانصد و سی و نهمین سیارک کشف شده‌است که در ۲ اوت ۱۹۰۴ و در هایدلبرگ کشف شد.
قدر مطلق سیارک برابر ۹٫۷۰ است.